# Hijo Predilecto de Andalucía
Hijo Predilecto de Andalucía es un título honorífico aprobado el día 10 de agosto, por decreto 156/1983, por el que se reconocen los méritos excepcionales o la distinción de quienes en relación con la región andaluza, por su trabajo o actuaciones, científicas, sociales o políticas, que hayan redundado en beneficio de Andalucía, se considere que sean acreedores de este premio, concedido por la Junta de Andalucía. Es la más alta distinción de la comunidad autónoma de Andalucía.

## Normas
Se otorga por acuerdo del Consejo de Gobierno, previa propuesta del presidente de la Junta de Andalucía, tramitándose expediente por la Consejería de la Presidencia. Con carácter exclusivamente honorífico, el galardón no conlleva premio económico alguno. Los nombres de las personas agraciadas con el título son inscritos en un registro llamado "Libro de Oro de Andalucía". La concesión consiste en una medalla donde constará la inscripción de Hijo Predilecto de Andalucía y una placa de plata grabada donde se explica detalladamente el motivo de la concesión. Sólo se concederán diez medallas anualmente, salvo excepciones de Consejo de Gobierno. Para tal cómputo no se tienen en cuenta las entregadas por cortesía o reciprocidad, ni las entregadas a título póstumo. La entrega sólo se hará en acto público y solemne presidido por el presidente de la Junta de Andalucía, en presencia del Consejo de Gobierno, y a ser posible coincidiendo con la celebración del Día de Andalucía, salvo acuerdo de otra fecha. Podrá ser revocada la concesión cuando el titular se comporte públicamente de forma contraria a la comunidad autónoma de Andalucía, principios de la Constitución Española y en el Estatuto de Autonomía para Andalucía, o atente a la dignidad de sus intereses básicos. Los distinguidos reciben el tratamiento de Excelentísimo Señor.

## Lista de Hijos Predilectos de Andalucía

### SigloXX
1983
- Rafael Alberti Merello, escritor.
- Antonio Cruz García, Antonio Mairena (A título póstumo), cantaor.
- Vicente Aleixandre, escritor.
- Jorge Guillén Álvarez, escritor.
- Andrés Segovia Torres, guitarrista.
- Ramón Carande y Thovar, historiador y economista.

1984
- Juan Álvarez Ossorio y Barrau, político. (A título póstumo)

1985
- Rafael Escuredo Rodríguez, abogado y político.
- María Zambrano Alarcón, escritora.
- Antonio Gala Velasco, escritor.
- Carlos Castilla del Pino, psiquiatra.
- Antonio Domínguez Ortiz, historiador.

1986

1987
- Manuel Andújar Muñoz. escritor.
- Juan de Mata Carriazo, historiador y arqueólogo.
- José Antonio Valverde Gómez, biólogo.

1988
- Emilio García Gómez, historiador y arabista. Jaén
- José Manuel Rodríguez Delgado, médico neurofisiólogo., Málaga
- Pablo García Baena,. poeta.
- Manuel Castillo Navarro, compositor y pianista.
- Manuel Rivera Hernández, pintor.

1989
- Rafael Montesinos Martínez, poeta.
- José Muñoz Caballero, pintor.
- Luis Rosales Camacho, poeta.

1990
- Javier Benjumea Puigcerver (Empresario fundador empresa Abengoa).
- Dolores Jiménez Alcántara, "La Niña de La Puebla", cantaora.
- Francisco Ayala y García Duarte, escritor.

1991
- José Rodríguez de la Borbolla y Camoyán, abogado y político.

1992
- José Antonio Muñoz Rojas, poeta.

1993
- Manuel Losada Villasante, científico.

1994
- María de las Mercedes de Borbón y Orleans.

1995
- Miguel Rodríguez-Piñero, abogado y magistrado Tribunal Constitucional.

1996
- José Manuel Caballero Bonald, poeta y ensayista.

1997

1998
- Felipe González Márquez, abogado y político.

1999
- Manuel F. Clavero Arévalo, abogado y político.

2000
- Carlos Amigo Vallejo, arzobispo de Sevilla.

### SigloXXI
2001
- Carlos Cano (Cantautor). A título póstumo
- Pedro Cruz Villalón, presidente del Tribunal Constitucional.

2002
- Manuel Jiménez de Parga, presidente Tribunal Constitucional.

2003
- Emilio Lledó Íñigo, filósofo.
- Christine Ruiz-Picasso, hija de Pablo Picasso .

2004
- Francisco Márquez Villanueva, hispanista.
- Leopoldo de Luis, poeta.

2005
- María Victoria Atencia, poetisa.
- Julia Uceda, poetisa.

2006
- Cayetana Fitz-James Stuart, duquesa de Alba
- Carlos Edmundo de Ory, poeta.

2007
- José Saramago, escritor

2008
- Federico Mayor Zaragoza, político.

2009
- Juan Antonio Carrillo Salcedo, catedrático de derecho.

2010
- Augusto Méndez de Lugo y López de Ayala, presidente del Tribunal SUperior de Justicia de Andalucía.
- Francisca Díaz Torres, propietaria de la finca ‘El Romeral'.

2011
- Juana de Aizpuru, galerista.
- Alfonso Guerra, político.

2012
- Luis Gordillo, pintor.
- Josefina Molina, cineasta.

2013
- Manuel José García Caparrós, a título póstumo. Activista por la autonomía.
- Antonio Banderas, actor.
- Carmen Laffón, pintora.

2014
- Miguel Ríos, cantante.

2015
- Alberto Rodríguez Librero, cineasta.

2016
- Joaquín Sabina, cantautor.
- Ángel Salvatierra, médico especialista en trasplantes.

2017
- María Galiana, actriz y profesora.
- Luis García Montero, escritor.

2018
- José Luis Gómez García, actor, director y productor teatral.
- Guillermo Antiñolo Gil, médico e investigador en medicina fetal y genético.

2019
- Francisco Martínez-Cosentino, empresario.
- José Luis García Palacios, a título póstumo, presidente de la Fundación Caja Rural del Sur.

2020
- Francisco Romero López, Curro Romero, torero.
- Antonio Burgos Belinchón, periodista.
- Joaquín Sánchez Rodríguez, futbolista

2021
- Rafael Martos Sánchez ‘Raphael’, cantante.

2022
- Alejandro Sanz, cantante.
- Manuel Alejandro, compositor.

2023
- David Bisbal, cantante.
- Lola Flores, cantante y actriz. A título póstumo

2024
- José Mercé, cantaor flamenco.[1]
- Santiago Muñoz Machado, director de la Real Academia Española.[2]

2025
- Jesús Navas, futbolista.
- Pilar Manchón Portillo investigadora en IA

## Cultura popular
Felipe González improvisaría en 1998 parte de su discurso, pero no en su totalidad.
José Saramago (Hijo Predilecto de Andalucía 2007) improvisó su discurso completamente, por primera vez en la historia de estos premios.
Durante su discurso, a José Saramago se le cayó su medalla al suelo, teniendo que agacharse a recogerla. Al reanudarlo dijo, Esto podría resolverse con un refrán en latín... Sic transit gloria mundi, lo que arrancó la ovación del público.